# (177787) 2005 LB18
(177787) 2005 LB18 es un asteroide perteneciente al cinturón de asteroides, región del sistema solar que se encuentra entre las órbitas de Marte y Júpiter.
Fue descubierto el 6 de junio de 2005 por el equipo del proyecto Spacewatch desde el observatorio Nacional de Kitt Peak.

## Designación y nombre
Designado provisionalmente como 2005 LB18.

## Características orbitales
2005 LB18 está situado a una distancia media del Sol de 2,392 ua, pudiendo alejarse hasta 2,737 ua y acercarse hasta 2,047 ua. Su excentricidad es 0,144 y la inclinación orbital 3,905 grados. Emplea 1351,53 días en completar una órbita alrededor del Sol.

## Características físicas
La magnitud absoluta de 2005 LB18 es 17,23.